# Женска фудбалска репрезентација Гибралтара
Женска фудбалска репрезентација Гибралтара (енгл. Gibraltar women's national football team) је национални фудбалски тим који представља Гибралтар на међународним такмичењима и под контролом је гибралтарског Фудбалског савеза (енгл. Gibraltar Football Association), владајућег тела за фудбал у Гибралтару.
Иако је Фудбалски савез Гибралтара члан УЕФА-е и ФИФА-е, асоцијација тек треба да представи женски тим у квалификацијама за Светско првенство за жене или Европско првенство за жене. Уместо тога, тим је углавном био ограничен на наступе на фудбалским турнирима Острвских игара које се одржавају сваке две године, први пут репрезентација се појавила у издању 2015. године.  Женском репрезентацијом тренутно руководи Јансен Оливеро.

## Такмичарски рекорд

### Светско првенство за жене
| 1991–2011 | Екипа није постојала | Екипа није постојала | Екипа није постојала | Екипа није постојала | Екипа није постојала | Екипа није постојала | Екипа није постојала | Екипа није постојала | Екипа није постојала | Екипа није постојала | Екипа није постојала | Екипа није постојала | Екипа није постојала | Екипа није постојала | Екипа није постојала | Екипа није постојала |
| 2015      | Није била члан ФИФА  | Није била члан ФИФА  | Није била члан ФИФА  | Није била члан ФИФА  | Није била члан ФИФА  | Није била члан ФИФА  | Није била члан ФИФА  | Није била члан ФИФА  | Није била члан ФИФА  | Није била члан ФИФА  | Није била члан ФИФА  | Није била члан ФИФА  | Није била члан ФИФА  | Није била члан ФИФА  | Није била члан ФИФА  | Није била члан ФИФА  |
| 2019      | Нису учествовале     | Нису учествовале     | Нису учествовале     | Нису учествовале     | Нису учествовале     | Нису учествовале     | Нису учествовале     | Нису учествовале     | Нису учествовале     | Нису учествовале     | Нису учествовале     | Нису учествовале     | Нису учествовале     | Нису учествовале     | Нису учествовале     | Нису учествовале     |
| 2023      | Нису учествовале     | Нису учествовале     | Нису учествовале     | Нису учествовале     | Нису учествовале     | Нису учествовале     | Нису учествовале     | Нису учествовале     | Нису учествовале     | Нису учествовале     | Нису учествовале     | Нису учествовале     | Нису учествовале     | Нису учествовале     | Нису учествовале     | Нису учествовале     |
| Укупно    |                      | 0/2                  | –                    | –                    | –                    | –                    | –                    | –                    | –                    | –                    | –                    | –                    | –                    | –                    |                      |                      |

### Европско првенство у фудбалу за жене
| 1984–2009 | Екипа није постојала | Екипа није постојала | Екипа није постојала | Екипа није постојала | Екипа није постојала | Екипа није постојала | Екипа није постојала | Екипа није постојала | Екипа није постојала | Екипа није постојала | Екипа није постојала | Екипа није постојала | Екипа није постојала | Екипа није постојала | Екипа није постојала | Екипа није постојала |
| 2013      | Није била члан ФИФА  | Није била члан ФИФА  | Није била члан ФИФА  | Није била члан ФИФА  | Није била члан ФИФА  | Није била члан ФИФА  | Није била члан ФИФА  | Није била члан ФИФА  | Није била члан ФИФА  | Није била члан ФИФА  | Није била члан ФИФА  | Није била члан ФИФА  | Није била члан ФИФА  | Није била члан ФИФА  | Није била члан ФИФА  | Није била члан ФИФА  |
| 2017      | Нису учествовале     | Нису учествовале     | Нису учествовале     | Нису учествовале     | Нису учествовале     | Нису учествовале     | Нису учествовале     | Нису учествовале     | Нису учествовале     | Нису учествовале     | Нису учествовале     | Нису учествовале     | Нису учествовале     | Нису учествовале     | Нису учествовале     |                      |
| 2022      | Нису учествовале     | Нису учествовале     | Нису учествовале     | Нису учествовале     | Нису учествовале     | Нису учествовале     | Нису учествовале     | Нису учествовале     | Нису учествовале     | Нису учествовале     | Нису учествовале     | Нису учествовале     | Нису учествовале     | Нису учествовале     | Нису учествовале     |                      |
| Укупно    |                      | 0/2                  | –                    | –                    | –                    | –                    | –                    | –                    | –                    | –                    | –                    | –                    | –                    | –                    |                      |                      |

### Исландске игре и Интер гејмс турнир
| Година    | Коло                             | Позиција                         | Ута                              | Поб                              | Нер                              | Изг                              | ГД                               | ГП                               |
| --------- | -------------------------------- | -------------------------------- | -------------------------------- | -------------------------------- | -------------------------------- | -------------------------------- | -------------------------------- | -------------------------------- |
| 1989–1999 | Нема женског фудбалског турнира  | Нема женског фудбалског турнира  | Нема женског фудбалског турнира  | Нема женског фудбалског турнира  | Нема женског фудбалског турнира  | Нема женског фудбалског турнира  | Нема женског фудбалског турнира  | Нема женског фудбалског турнира  |
| 2001–2013 | Нису учествовале                 | Нису учествовале                 | Нису учествовале                 | Нису учествовале                 | Нису учествовале                 | Нису учествовале                 | Нису учествовале                 | Нису учествовале                 |
| 2015      | Групна фаза                      | 11                               | 3                                | 0                                | 0                                | 3                                | 1                                | 14                               |
| 2017      | 9. место                         | 10                               | 3                                | 0                                | 0                                | 3                                | 1                                | 15                               |
| 2019      | Замењено са турниром Интер гејмс | Замењено са турниром Интер гејмс | Замењено са турниром Интер гејмс | Замењено са турниром Интер гејмс | Замењено са турниром Интер гејмс | Замењено са турниром Интер гејмс | Замењено са турниром Интер гејмс | Замењено са турниром Интер гејмс |
| 2023      | У току                           | У току                           | У току                           | У току                           | У току                           | У току                           | У току                           | У току                           |
| Укупно    | 2/10                             | 0 титула                         | 6                                | 0                                | 0                                | 6                                | 2                                | 29                               |